# 基里巴斯
基里巴斯共和國，通稱基里巴斯，是位於太平洋上的島嶼國家，分成吉爾伯特群島、鳳凰群島和萊恩群島三大群島，共有32個環礁及1個珊瑚島，散布於赤道上3,800平方公里的海域，擁有世界最大的海洋保護區。“基里巴斯”這個名稱源自於該國三大群島當中最大的吉爾伯特群島之密克羅尼西亞語音譯，讀作kiribas。基里巴斯是世界最不发达国家之一，在1979年脫離英國獨立，目前是英聯邦、世界銀行和國際貨幣基金組織的成員，並於1999年成為聯合國會員國。
基里巴斯是世界上唯一橫跨東西南北半球區域的國家。

## 歷史

### 早期
約公元前3000年至公元1300年，同一語系的密克羅尼西亞群島的人定居在現今的基里巴斯，當時並沒有國家的區分，居民來自東加、薩摩亞和斐濟，帶來玻里尼西亞和美拉尼西亞文化。

### 殖民地時期
葡萄牙探險家佩德罗·费尔南德斯·德·基罗斯於1606年發現布塔里塔里環礁和馬金群島。英國人湯瑪斯·吉爾伯特與約翰·馬歇爾於1788年航近阿貝馬馬環礁、庫里亞島、阿拉努卡環礁、塔拉瓦環礁、阿拜昂環礁、布塔里塔里環礁和馬金群島，但並未登島。1820年，俄羅斯海軍上將克魯森施滕把主島命名為吉爾伯特群島。法國路易·伊西多爾·杜佩雷於1824年首度畫出整個群島的地圖。19世紀初，捕掠商船和奴隸商船登陸基里巴斯，並帶來槍械和疾病，首名英國人在1837年登陸此島。美國探險遠征隊於1841年對群島進行測繪，並為島上的土著繪像。以《金銀島》聞名的小說家羅伯特·路易斯·史蒂文森於1889年在阿貝馬馬環礁停留兩個月，認識阿贝马马国君主比诺卡，在其作品《在南海》中對其統治加以描述。
1892年吉爾伯特群島連同埃里斯群島成為了英國的保護地「吉爾伯特和埃利斯群島」，由位於斐濟的西太平洋最高委員會管理，並在1916年成為英國的殖民地。1919年聖誕島和1937年菲尼克斯群岛成為英國殖民地，併入基里巴斯。

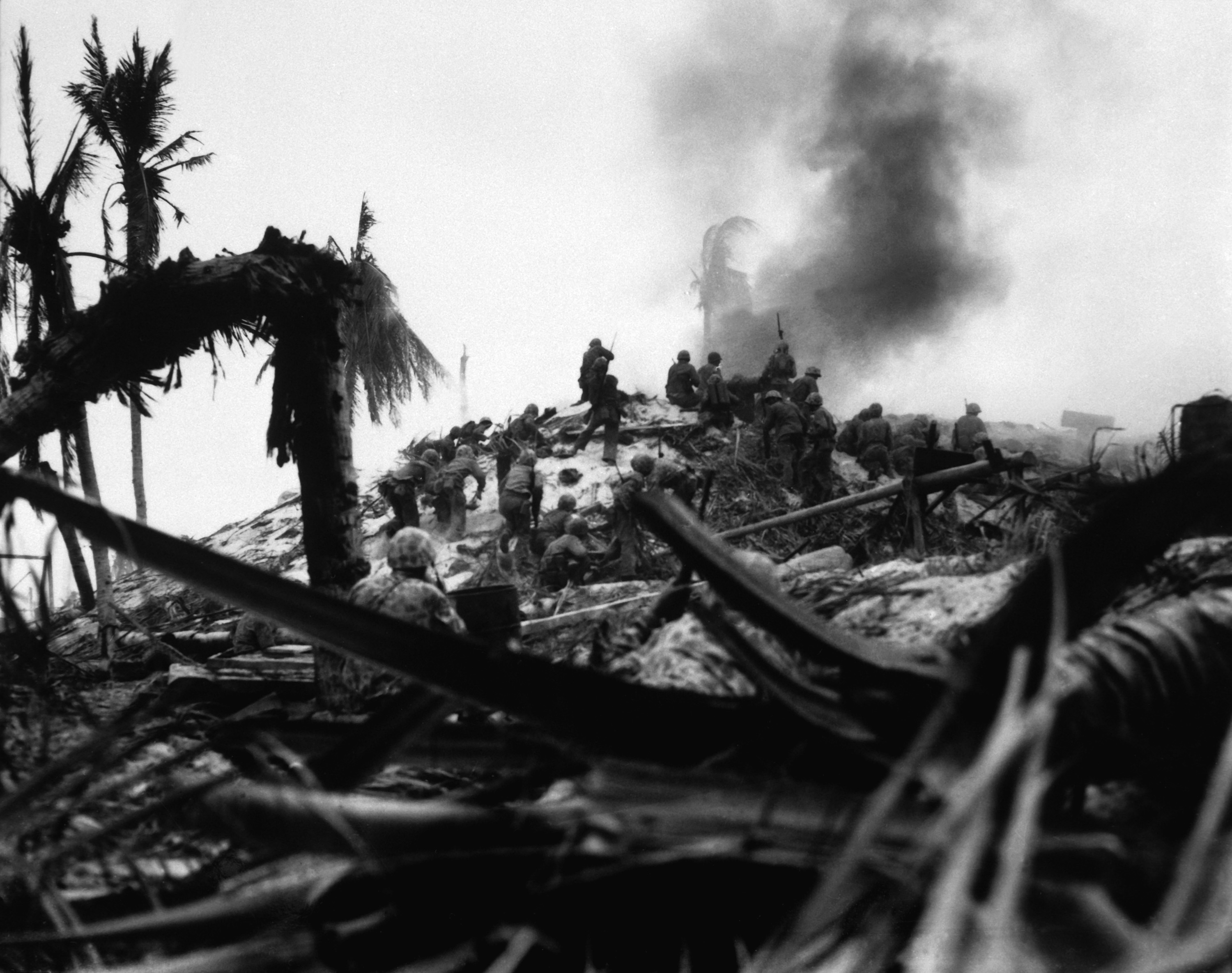
1943年11月，美國海軍陸戰隊在塔拉瓦戰役期間，攻擊一個日本地堡。

第二次世界大戰期間塔拉瓦環礁和其它群島被日軍佔領，1943年11月美國海軍陸戰隊登陸，塔拉瓦戰役是美國海軍陸戰隊史上最血腥的戰役之一。
基里巴斯的一些島嶼，特別是萊恩群島，在1950至60年代被英美用作核試驗場所。

### 獨立後
吉爾伯特及埃里斯群島在1971年成為自治區。1974年，基於種族紛爭，屬於波里尼西亞人的埃里斯群島居民要求投票，並在1975年與密克羅尼西亞人為主的吉爾伯特群島分開。1978年，埃里斯群島獨立成為圖瓦盧。巴納巴島希望從吉爾伯特群島獨立出來，從英國獲得過去開採島上磷酸鹽礦的權利金，被英國拒絕。吉爾伯特群島於次年7月12日宣告獨立，並改國號為基里巴斯，但不包括菲尼克斯群岛和莱恩群岛。美國與基里巴斯於1979年簽訂塔拉瓦條約，宣布放棄鳳凰群島和莱恩群岛，條約於1983年生效，此二群島遂併入基里巴斯。
人口過多成為基里巴斯的重要問題。1988年宣佈4,700名居民會離開主島，移往人口較少的其它島嶼定居。1994年塞布罗罗·斯托當選為總統。1995年基里巴斯使國際日期變更線向東移，使莱恩群岛的時區不會與其它島嶼有差異。此舉是斯托總統的競選承諾，使全國的商業能在同一時間發展，這也使基里巴斯成為首個迎接千禧年的國家，對旅游業來說是一個重要日子。1998年斯托再度當選，基里巴斯在1999年加入聯合國。
在基里巴斯首個非官方報章取得成功後，2002年通過一項爭議性法案，允許政府強制關閉報業出版。2003年斯托再度當選，但很快被不信任票而下台，反對派阿诺特·汤當選為總統，2007年及2016年連任。

## 地理

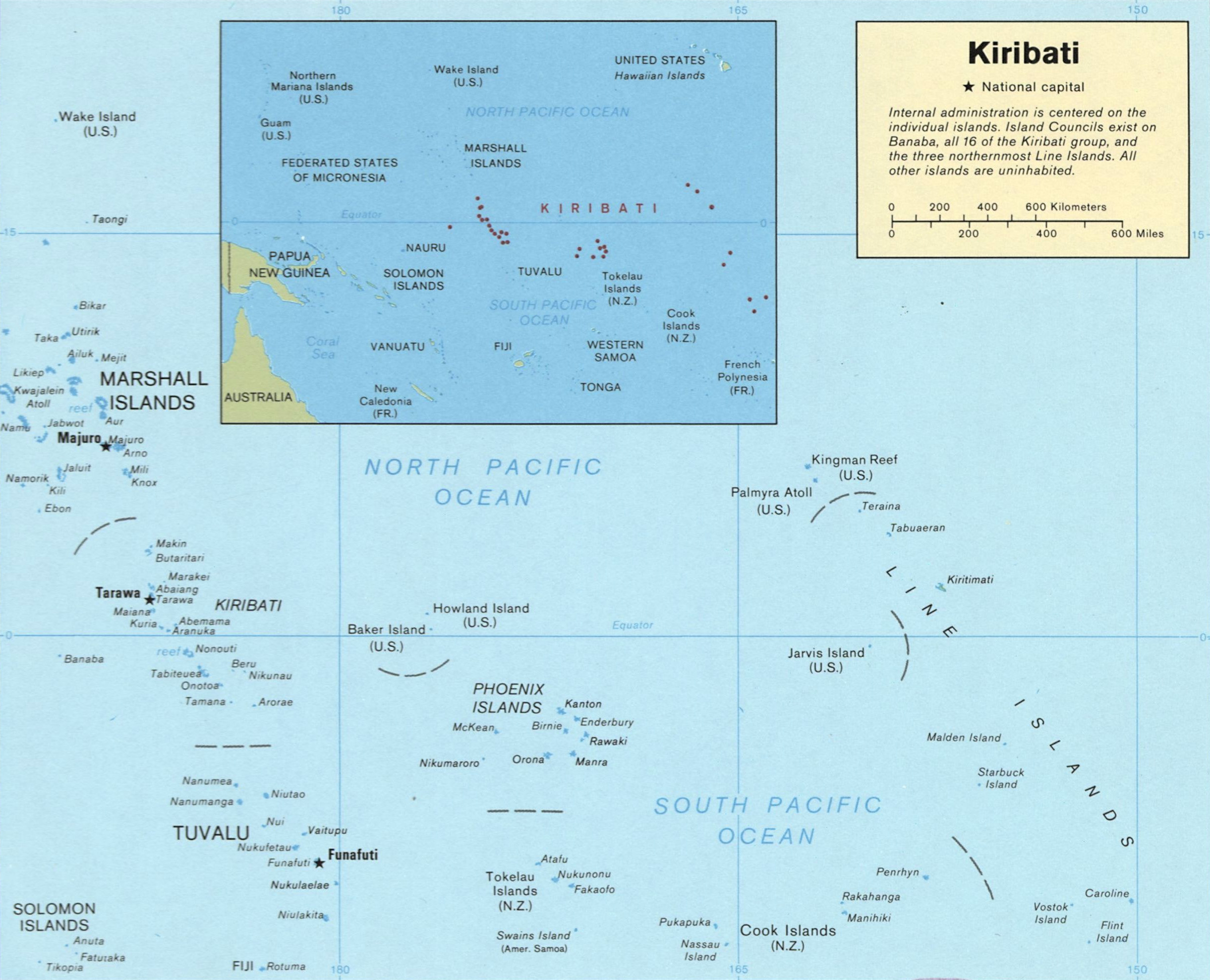
基里巴斯地圖

基里巴斯由約32個環礁島和一個孤島（巴納巴島）橫跨東西半球。這些島嶼包括：
- 巴納巴島
- 吉爾伯特群島
- 鳳凰群島
- 萊恩群島

基里巴斯的薄和鈣質土壤，不適合農業活動。由於海平面上升，泥土和地下水鹽化，使得基里巴斯的井水不可飲用，人們只能透過收集雨水作為食用水。
吉里巴斯所屬島嶼東西跨越數千公里，主要的吉爾伯特群島在經線180度線以西，而鳳凰群島與萊恩群島則在經線180度線以東。其所屬島嶼範圍包含東西南北四半球，也是世界上唯一橫跨四個半球的國家。若依照理論時區劃分，兩地計時將相差一天而造成不便。吉里巴斯遂將鳳凰群島與萊恩群島的法定時區分別訂為UTC+13與UTC+14，令其與位於UTC+12時區的吉爾伯特群島同屬一天，而時間更早。也因為如此，萊恩群島成為全球第一個使用UTC+14時區的地方，也使得吉里巴斯成為全球一天當中最早開始的國家。由於基里巴斯的加羅林島是首個見證2000年日出的地區，因此更名為千禧島。
根據太平洋区域环境规划组织報導，吉里巴斯兩個無人小島Tebua Tarawa和Abanuea已於1999年從海平面上消失。聯合國政府間氣候變化專門委員會預測，到2100年，由於全球暖化，不可避免的海平面將上升約0.5米，因此，在一個世紀內吉里巴斯全國可耕地將會被鹽化，並在很大程度上被淹沒。
2012年年初，基里巴斯政府购买了斐济第二大岛屿——瓦努阿岛约2,200公頃（5,400英畝）的地皮，Natoavatu Estate。当时有大量媒体报道称基里巴斯因海平面上升问题打算把整个基里巴斯的居民疏散到斐济。2013年4月，总统阿诺特·汤开始规劝居民疏散、移居他处。2014年5月，总统办公室确认花费930万澳元购买瓦努阿岛5,460英畝（2,210公頃）的土地。

## 政治

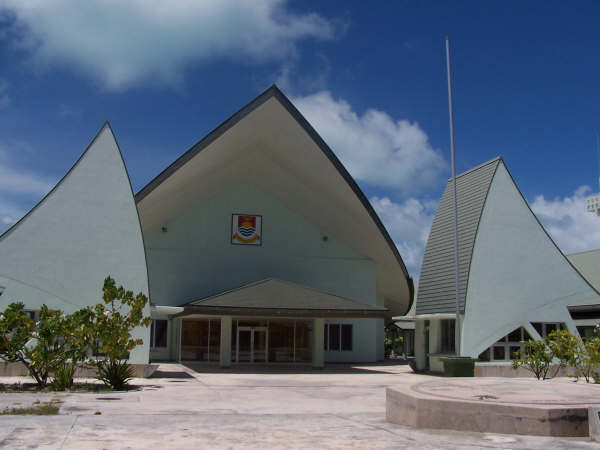
基里巴斯议会

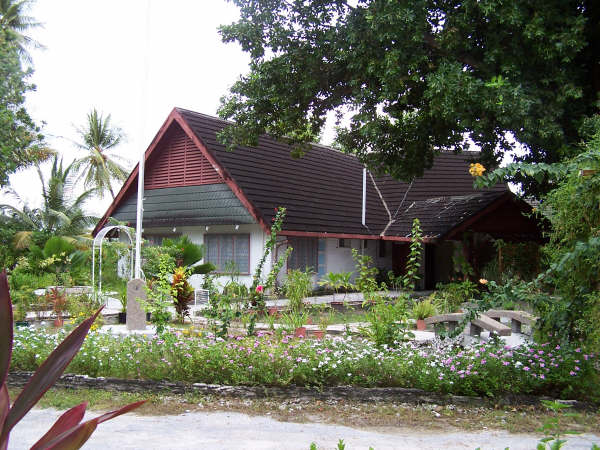
吉里巴斯總統府

基里巴斯憲法於1979年7月12日頒布，提供自由和公開的選舉制度。
行政機關是由一名總統、一名副總統和內閣組成。根據憲法，總統由民選議員提名，經人民選舉產生，任期為四年，可連任兩次。內閣由總統、副總統和11名部長組成。
基里巴斯有正式的政黨，但他們的組織是非正規的。選舉年齡是18歲。現今最主要的政黨是追求真理党及关爱基里巴斯党（Tobwaan Kiribati），追求真理党在2020年和基里巴斯優先重組為支持基里巴斯優先黨，是目前基里巴斯最大反對黨。
立法機關是基里巴斯议会，由44名民選議員及1名斐濟兰比岛的巴纳巴岛移民代表組成，議員的任期為四年。
地方政府由民選議員組成，民政事務處理方式類似美國殖民時期的城鎮會議方式。島市政局的財政是獨立，不受中央政府控制。
司法制度與其他前英國屬地相似，憲法規定司法獨立，司法部門由高等法院和上訴法院組成，由總統任命主審法官。

### 执法
基里巴斯的执法机构是基里巴斯的警署，该机构负责所有执法任务和准军事任务。所有島嶼均設有警方哨所。警方拥有一艘巡逻艇。基里巴斯没有自己的军队，国防事务依靠澳大利亚、新西兰。
基里巴斯最大的监狱名为Walter Betio Prison，位于貝蒂奧島，此外在圣诞岛也设有一所监狱。
根據英國殖民時期殘存的法律，男同性恋在该国非法，最高可判14年监禁（但从未执行过）。女同性恋合法，但女同性恋者会受到暴力、歧视。不过，政府禁止性取向就业歧视。

## 行政區劃
基里巴斯在獨立前分為6個行政區，現今劃分為三個沒有行政功能的區，分別是吉爾伯特群島、萊恩群島和鳳凰群島。吉爾伯特群島的定居人口最多，萊恩群島有五個島是無人居住，鳳凰群島只有一個島嶼有人居住。21個有人居住的島上皆設有島議會，塔拉瓦環礁設有3個地方議會，塔比特韋亞島有2個議會。

## 經濟
吉里巴斯是世界上最貧窮的國家之一，天然資源匱乏。獨立時在巴納巴島上的磷酸鹽礦都已經耗盡。椰子核和魚是吉里巴斯产量最大和出口量最大的产品。吉里巴斯是世界最不发达国家之一，在此情形下，收入大部分來自國外，例如捕撈許可證，發展援助，工人匯款及旅遊業。鑑於基里巴斯生產能力有限，幾乎所有基本食品和生產項目都需要進口。
吉里巴斯的經濟受惠於國際發展援助方案，在2009年的多國捐款作為發展援助，歐盟提供900萬澳元、聯合國開發計劃署提供370萬、世界衛生組織提供10萬。另外，2009年雙邊捐助者提供發展援助，包括澳大利亚（11萬）、新西蘭（6.6萬）、日本（200萬）、中華民國（10.6萬）和其它捐助者（16.2萬），包括亞洲開發銀行提供的技術援助。
1956年，基里巴斯成立一個主權財富基金，儲存從開採磷礦所得的盈利。2008年，該收益平衡儲備基金價值4億美元。

## 人口
基里巴斯人也稱為基里巴斯。基里巴斯一詞源自於吉爾伯特的基里巴斯語。
基里巴斯是屬於密克羅尼西亞人。最近的考古證據證明，南島民族已在數千年前定居在吉爾伯特群島。大約14世紀，斐濟人、薩摩亞人、湯加人入侵島嶼，使島上民族多樣化，引入波利尼西亞語系特徵。各祖先族群之間的通婚，使人們在外觀和傳統上趋同。
基里巴斯人所操的太平洋語系稱為基里巴斯語。英語是官方語言。老一輩的基里巴斯人偏向使用較複雜的語言。
基督宗教是主要宗教，在19世紀由傳教士傳入。人們主要信奉羅馬天主教，雖然有很大一部分人是信奉新教公理會，但亦有許多其他新教教派，包括福音神學派，其他與基督信仰有關的耶和華見證人和耶穌基督後期聖徒教會（摩門教）在基里巴斯亦存在，摩門教在2005年的信眾達11,511人。還有大约10,000人信奉巴哈伊信仰。

## 交通

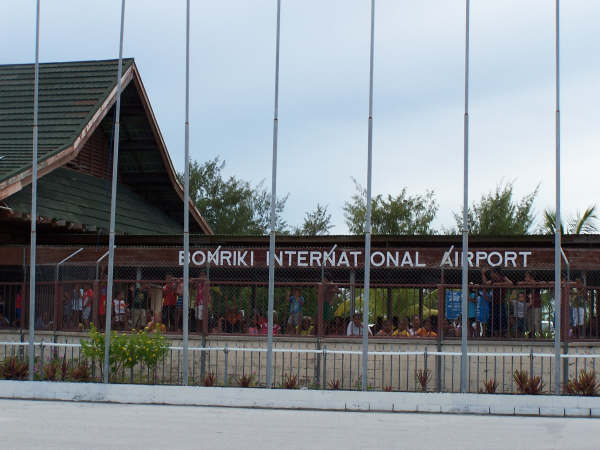
邦里基國際機場

目前基里巴斯有兩個航空公司：基里巴斯航空和珊瑚太陽航空，兩家都以邦里基國際機場為基地，提供吉爾伯特群島國內航線。鳳凰群島和萊恩群島均沒有國內航空公司提供服務，斐濟的太平洋航空提供國際航線由楠迪國際機場往聖誕島。
提供塔拉瓦往楠迪和諾魯，連接霍尼亞拉和布里斯班。

## 外交

### 与台海两岸的關係
1980年曾与中华人民共和国政府建交，2003年11月7日轉承認中華民國政府為中國的唯一合法政府，中华人民共和国政府於同年11月29日宣布与其斷交。2019年9月20日宣布與中華民國断交，同月27日同中华人民共和国复交。

## 圖像

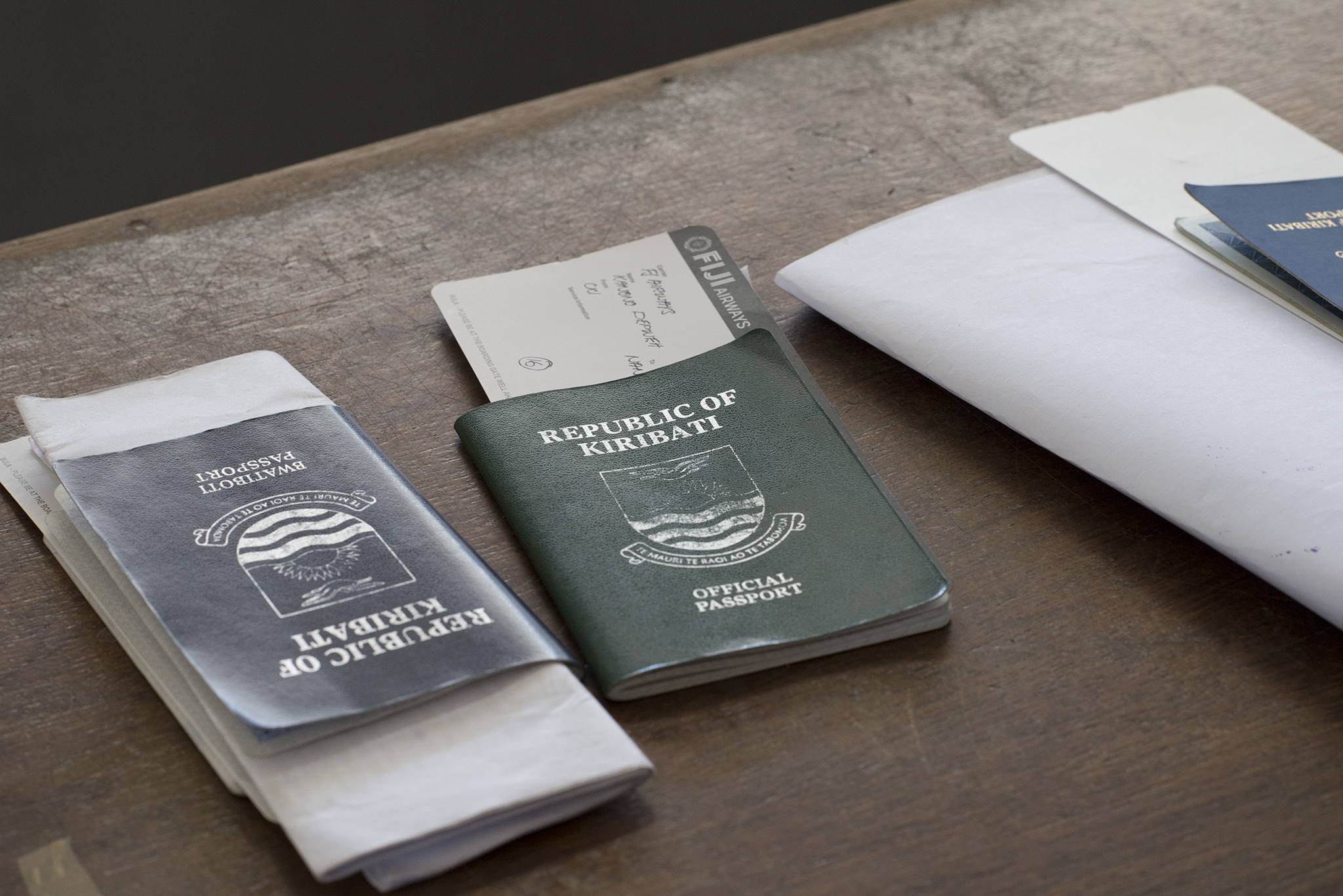
本國護照
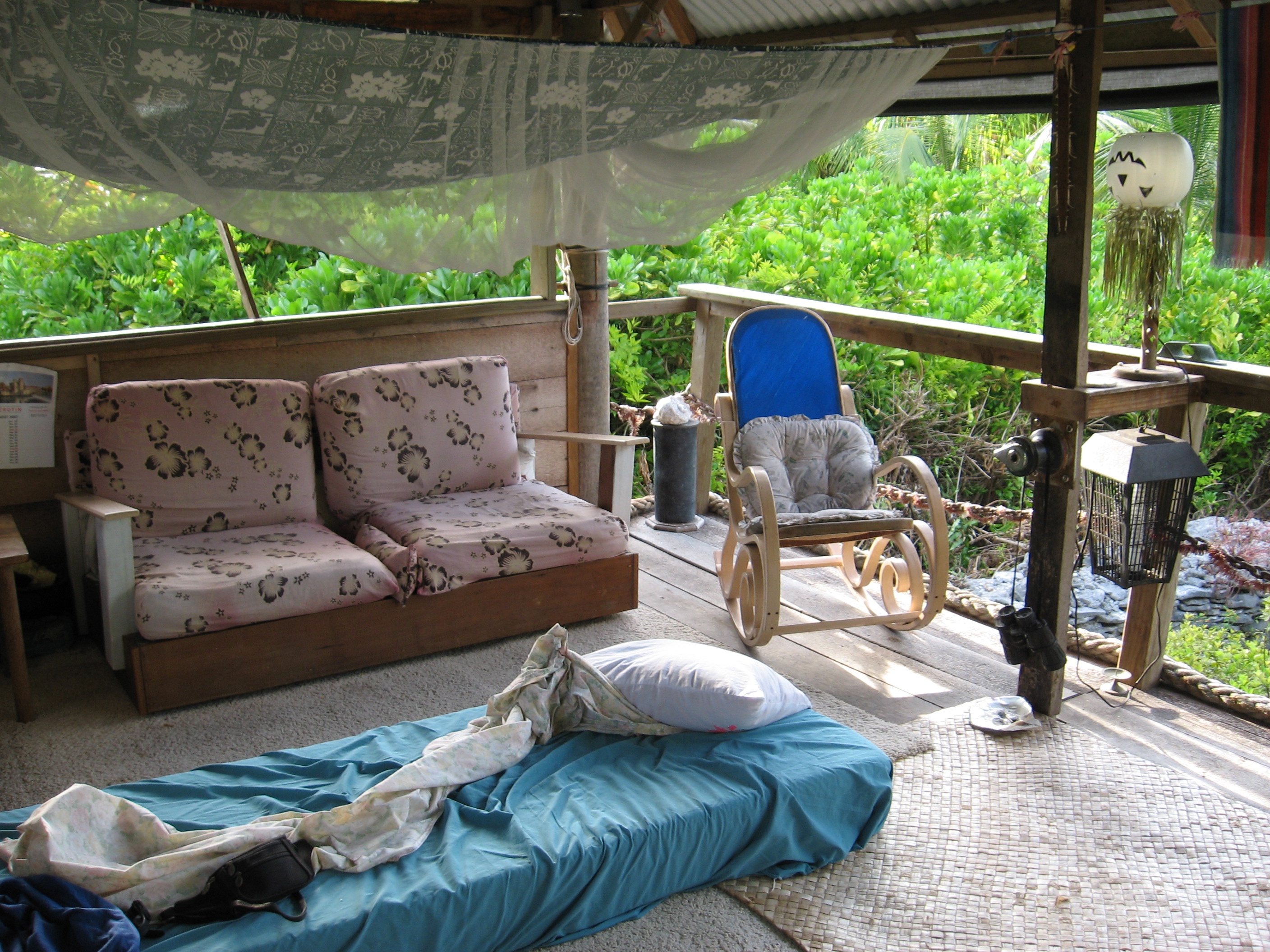
民居
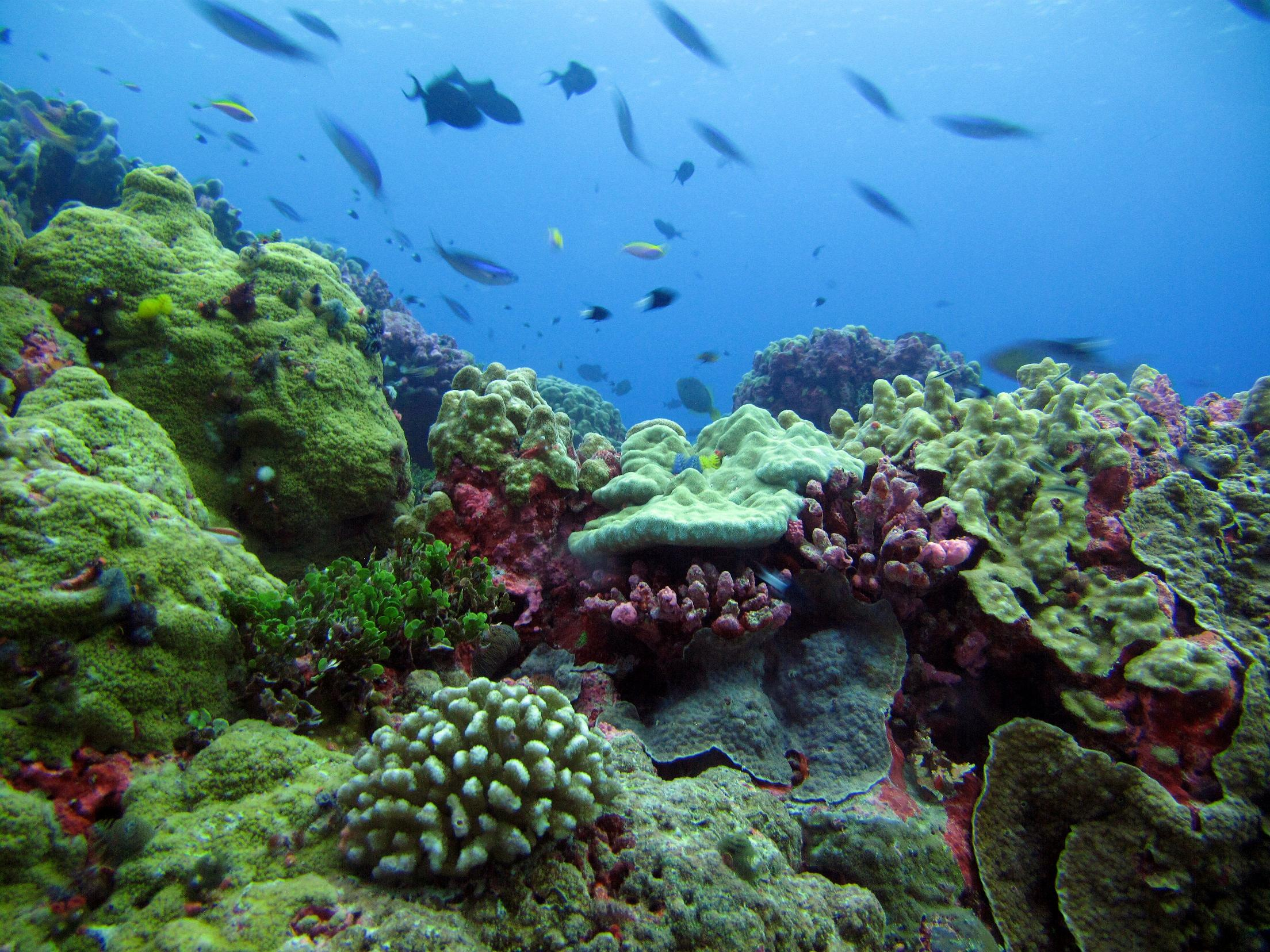
吉爾伯特群島珊瑚區
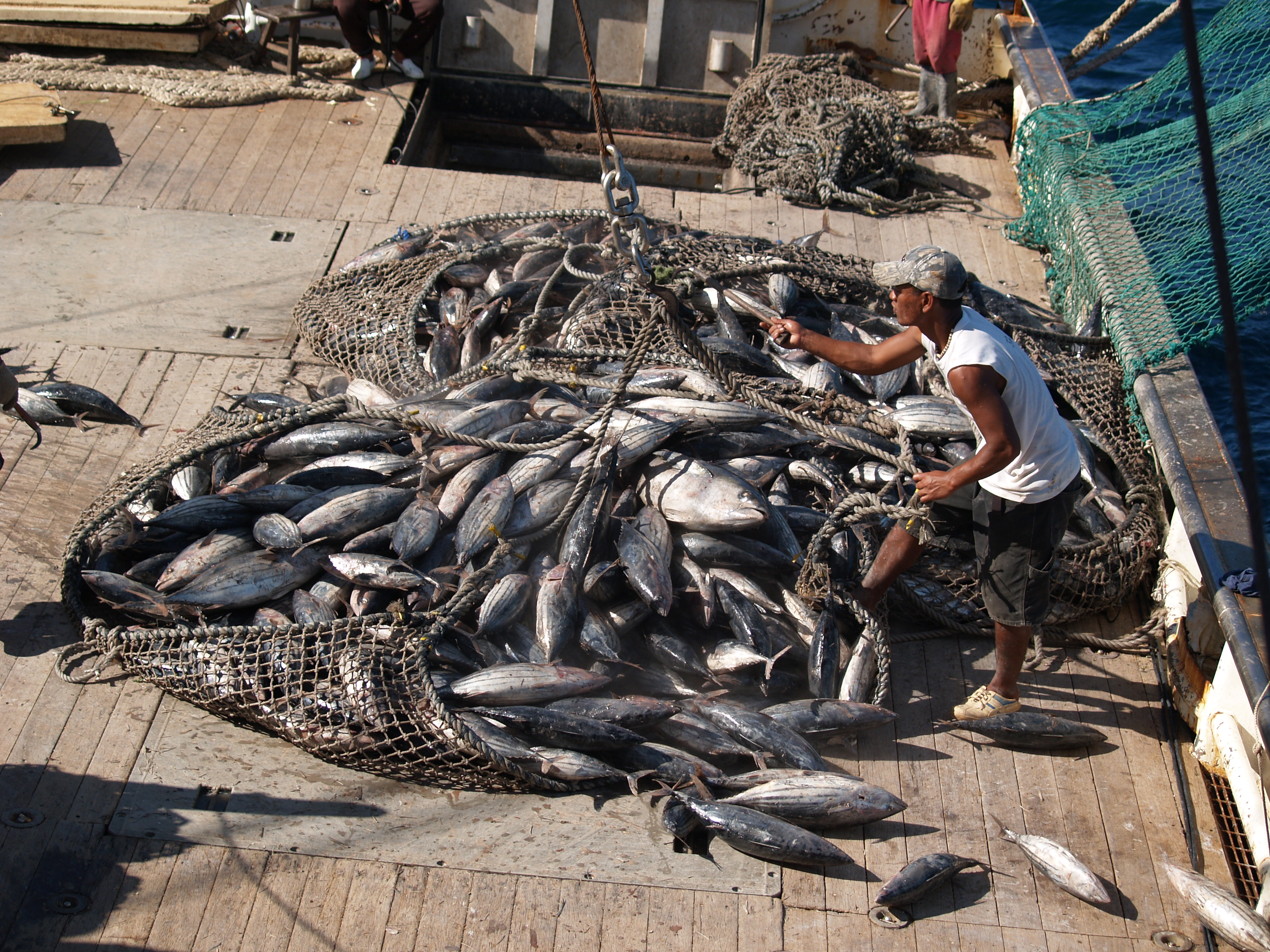
塔拉瓦漁民
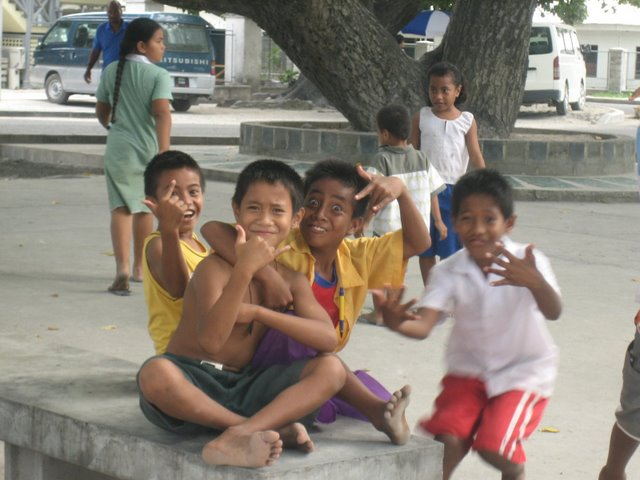
南塔拉瓦的儿童
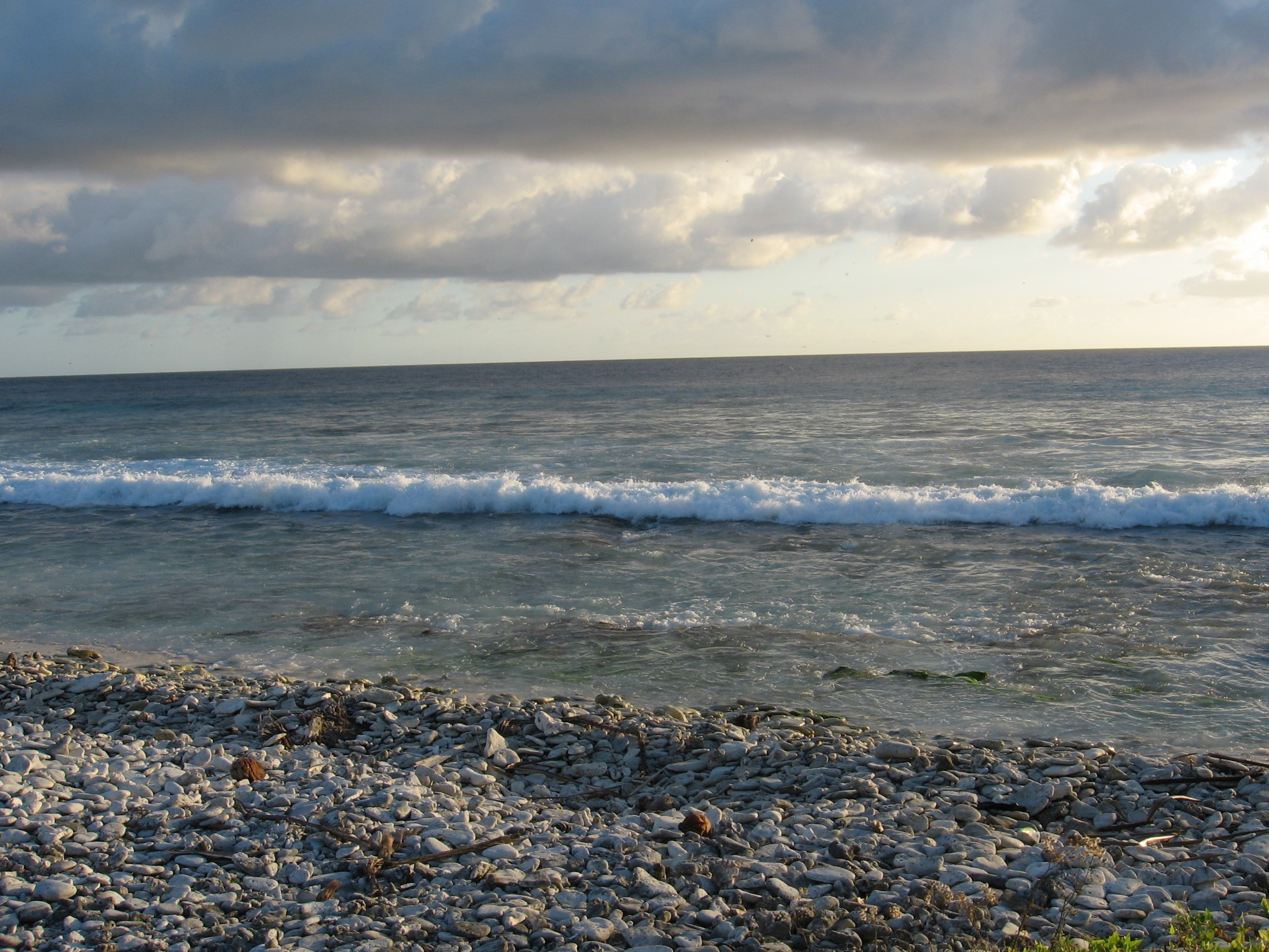
鳳凰群島沙灘浴場
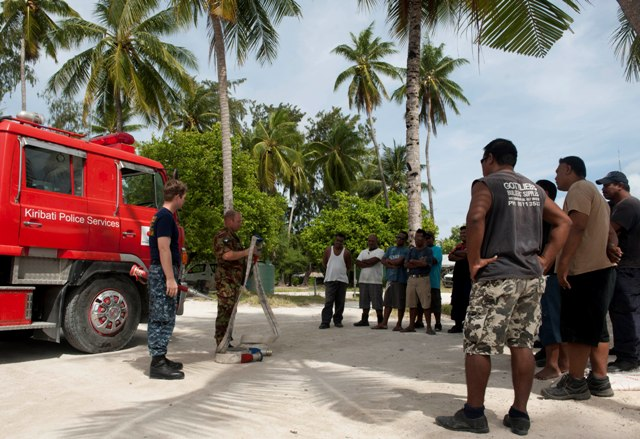
消防戰士是島上唯一準軍事組織
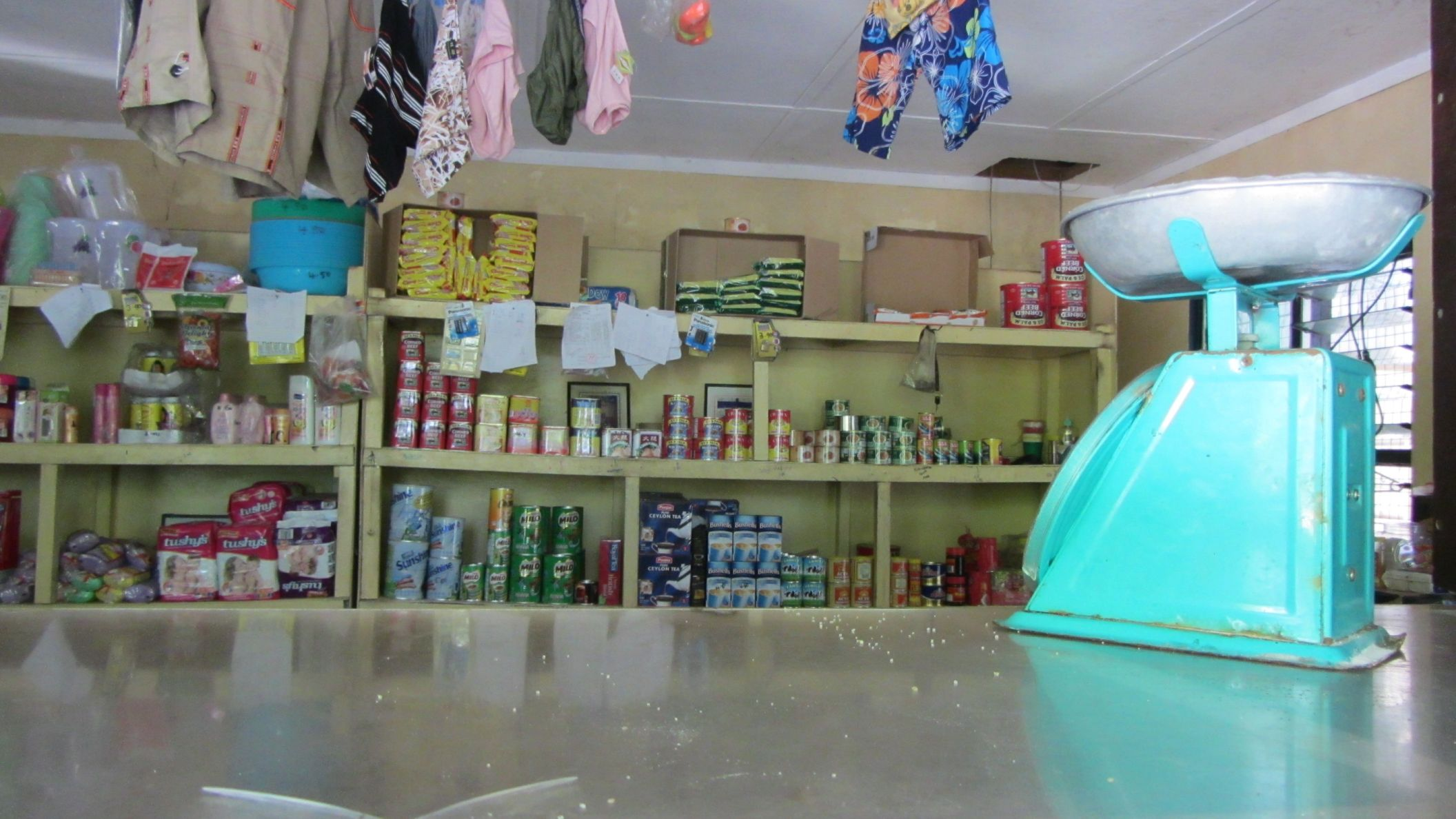
首都一所百貨店
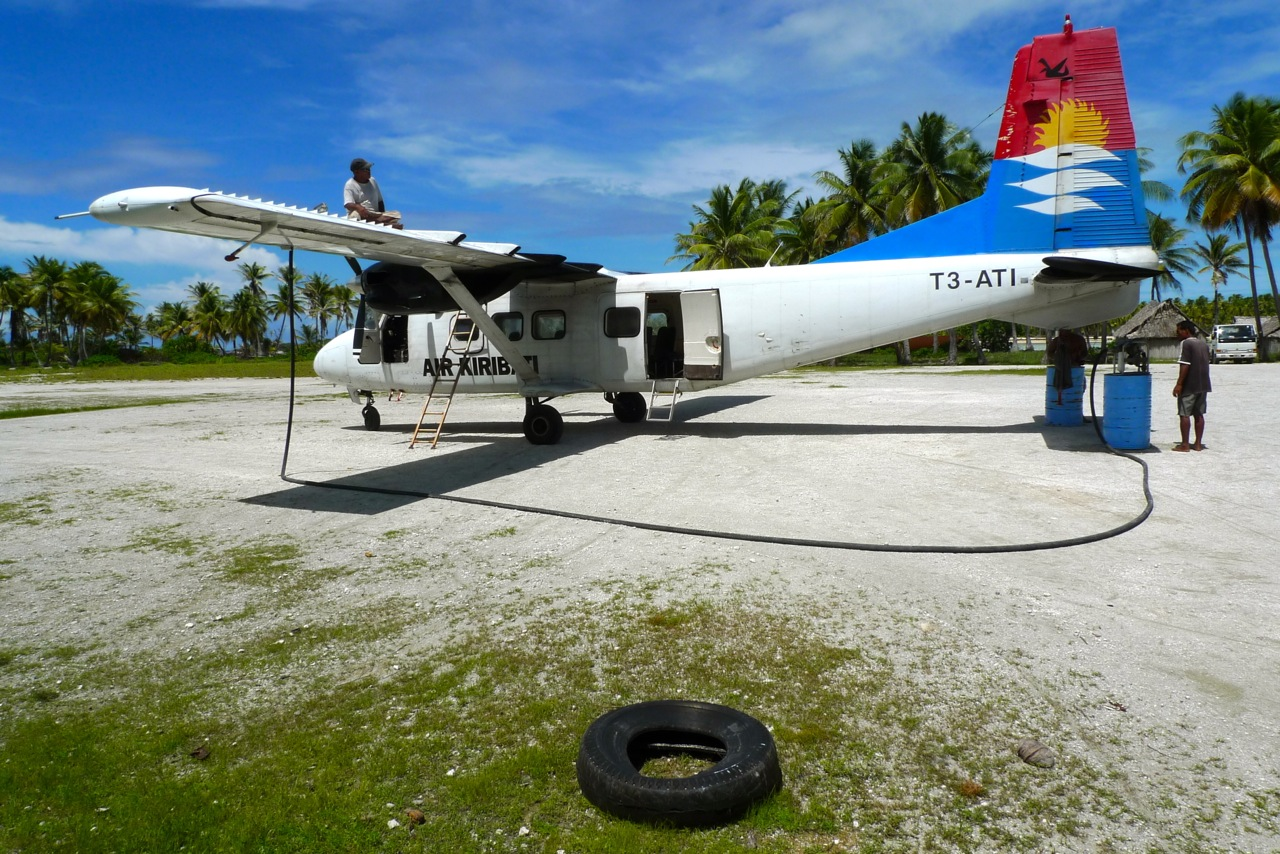
吉里巴斯航空的哈爾濱飛機製造公司-運-12
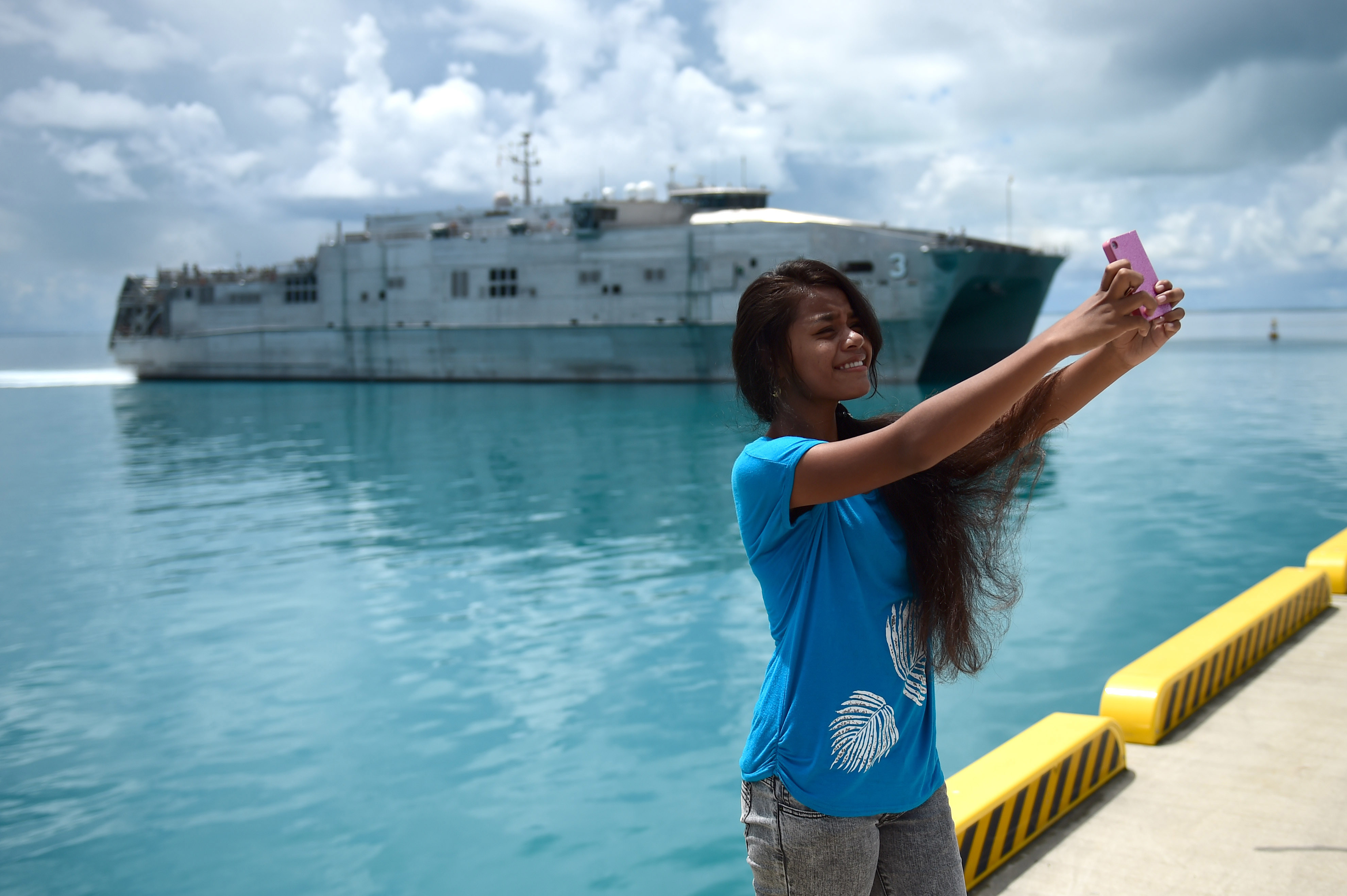
觀光業
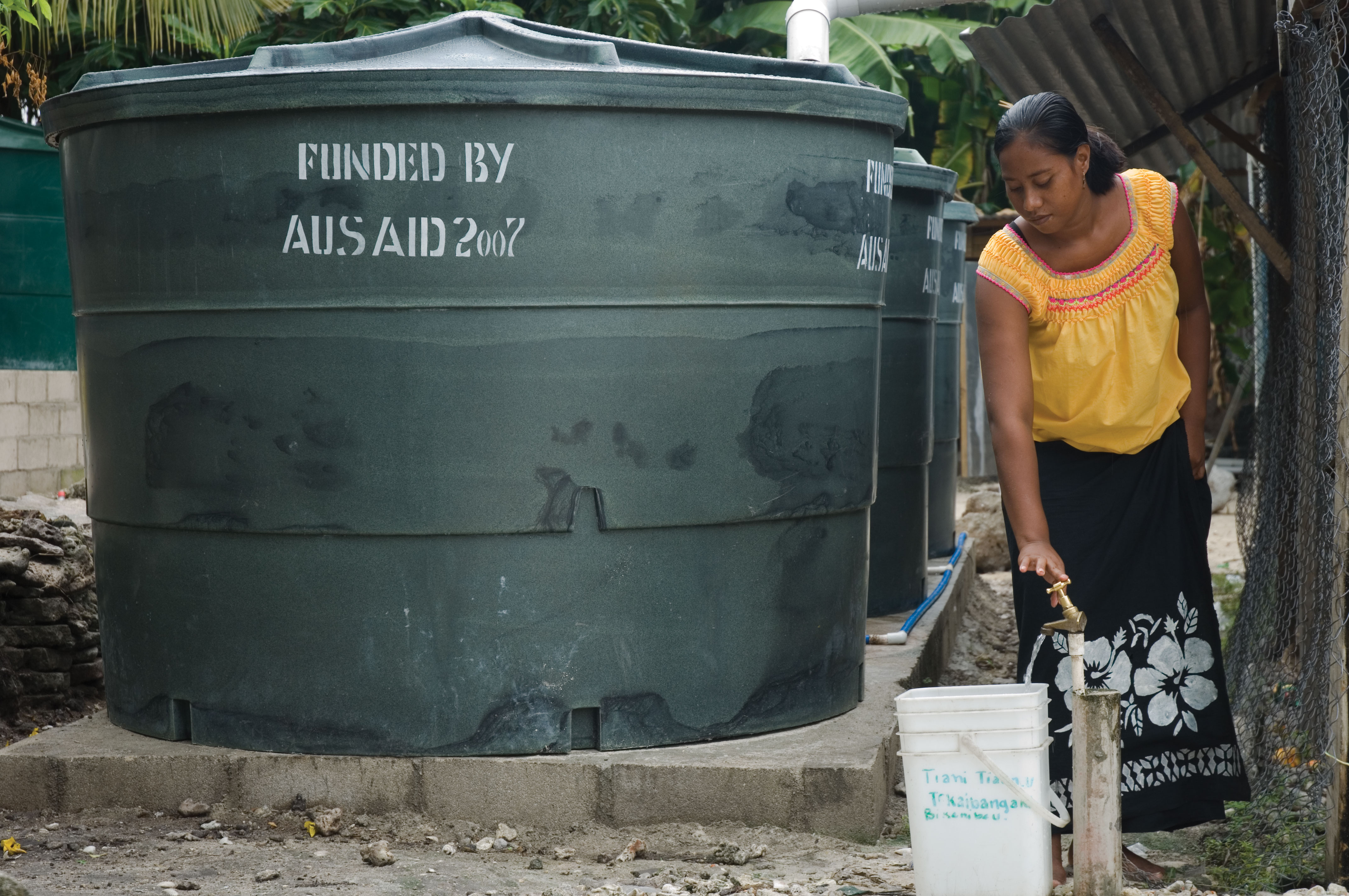
淡水儲存塔，全國並無水庫之類設施
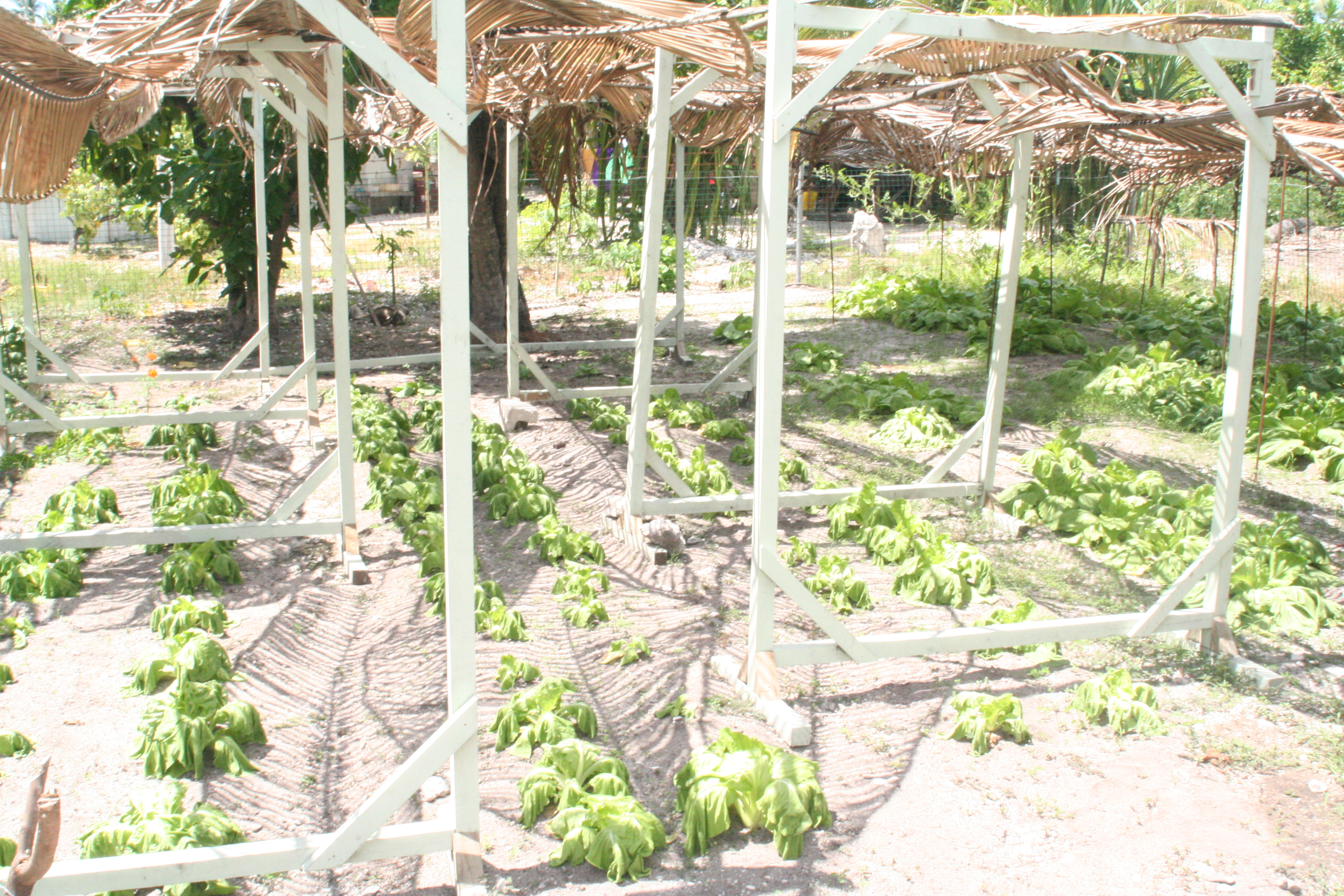
蔬菜棚耕
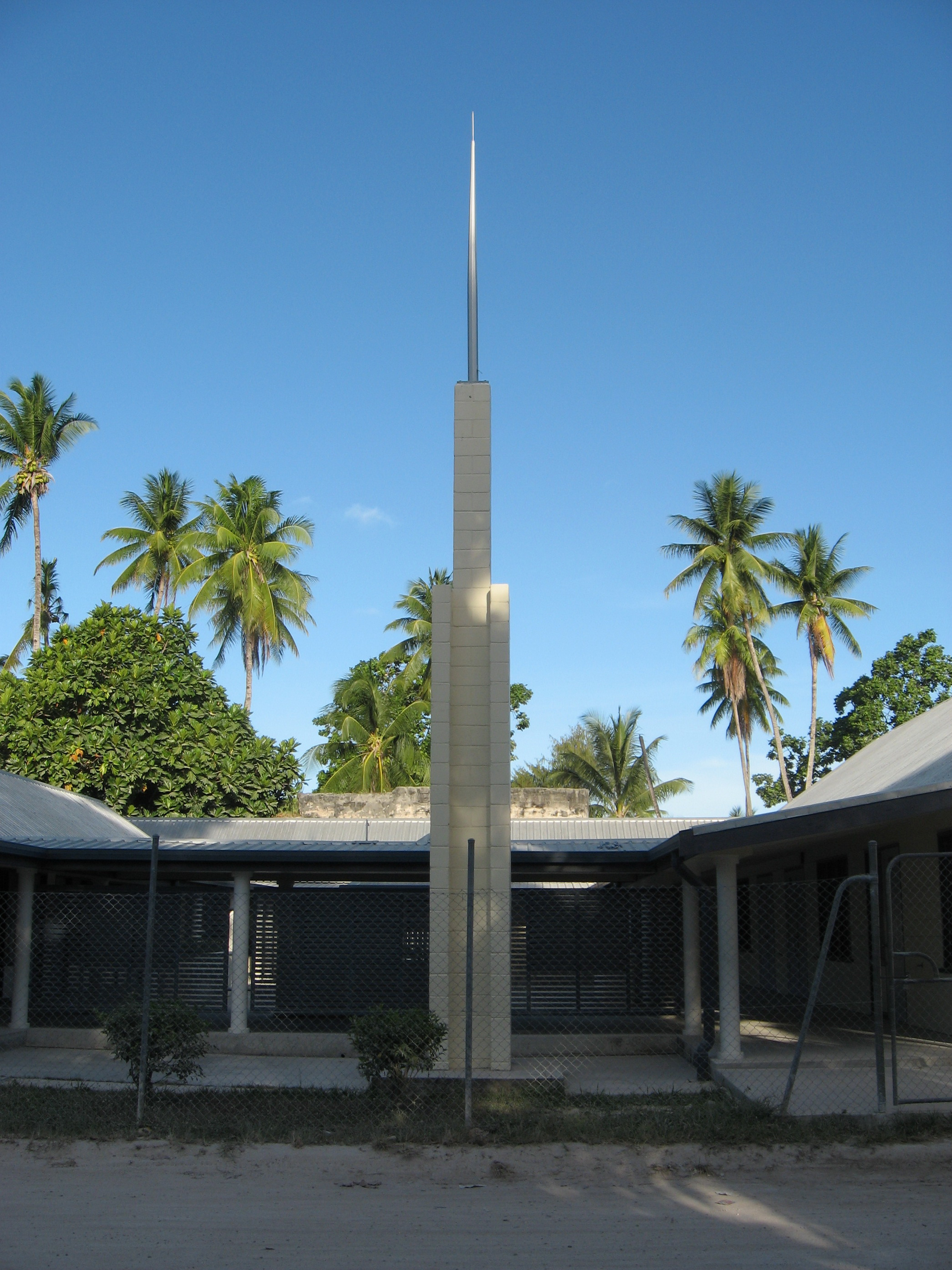
貝蒂奧島監獄旗桿，國內唯一監獄由澳洲援建僅有150人關押能力

## 外部連結
- 吉里巴斯總統府 （页面存档备份，存于）（英文）